# Gäubahn

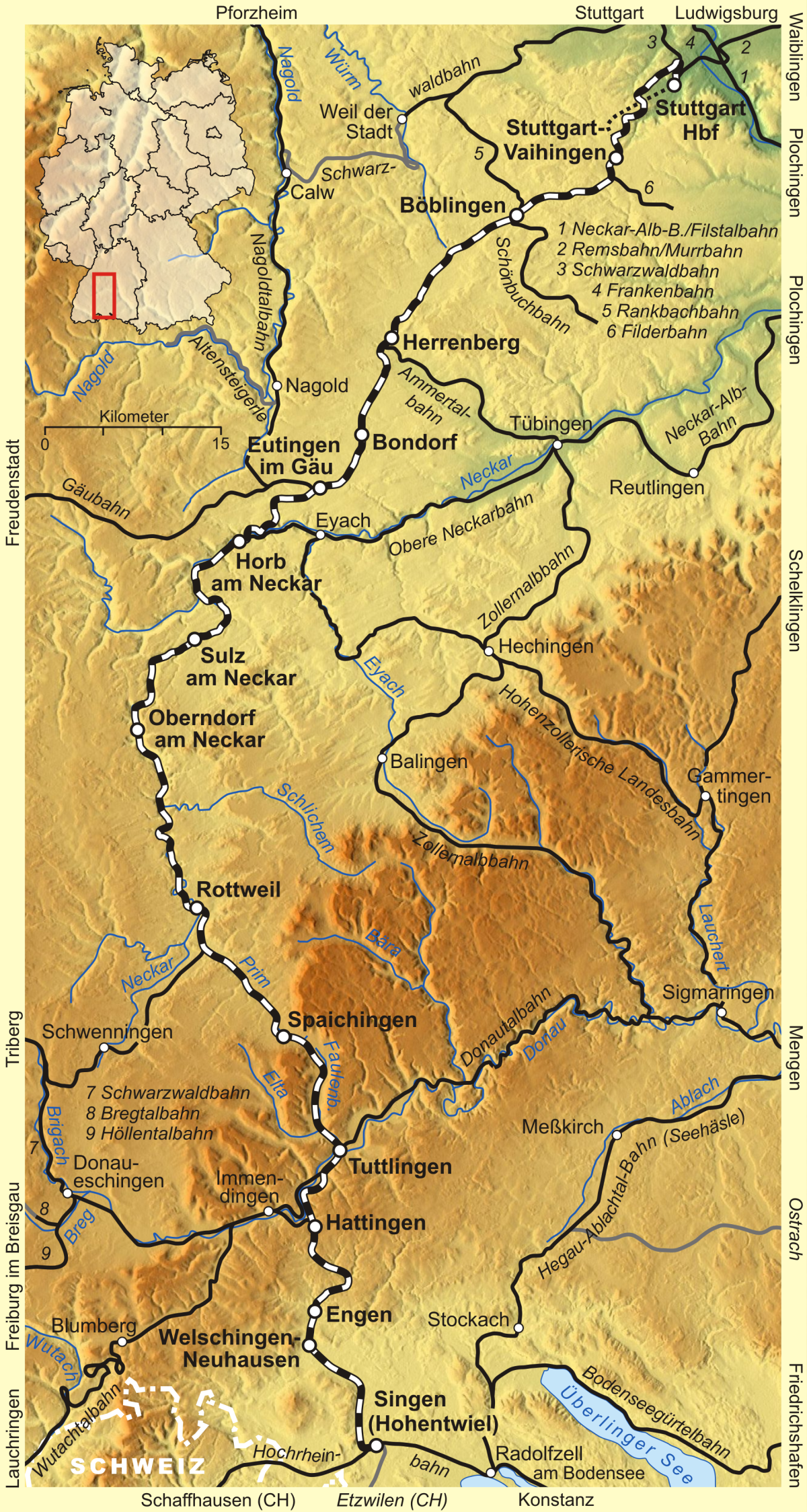
Mappa

Con la denominazione di Gäubahn (letteralmente: «ferrovia del Gäu», dal nome della regione del Korngäu) si identifica l'asse ferroviario che collega la città di Stoccarda, capitale del Baden-Württemberg, con il nodo ferroviario di Singen; tale asse è parte del collegamento internazionale fra Stoccarda e Zurigo.
Formalmente, la Gäubahn è classificata dalle ferrovie tedesche come parte di diverse tratte ferroviarie. In particolare:
- la linea da Stoccarda a Horb;
- la tratta da Horb a Tuttlingen della linea da Plochingen a Immendingen;
- la linea da Tuttlingen a Hattingen;
- la tratta da Hattingen a Singen della Schwarzwaldbahn.